# Józef Frączek
Józef Frączek (ur. 14 lutego 1952 w Łańcucie) – polski polityk, nauczyciel i rolnik, samorządowiec, poseł na Sejm I kadencji, senator III i IV kadencji.

## Życiorys
Ukończył w 1976 studia na Wydziale Elektrycznym Politechniki Rzeszowskiej. W latach 1978–1981 pracował jako nauczyciel w Zespole Szkół Zawodowych w Przeworsku. Następnie prowadził gospodarstwo rolne. We wrześniu 1980 wstąpił do NSZZ „Solidarność”, a w 1981 był współzałożycielem „Solidarności” Rolników Indywidualnych na Podkarpaciu. W latach 1990–1993 był wicewojewodą rzeszowskim, następnie radnym i wójtem gminy Czarna.
Pełnił funkcję posła I kadencji oraz senatora III kadencji z ramienia Polskiego Stronnictwa Ludowego – Porozumienia Ludowego (należał do tej partii od 1991 do 1997). W wyborach parlamentarnych w 1997 ponownie został senatorem z listy Akcji Wyborczej Solidarność. Z klubu AWS odszedł w 2000, angażując się w prezydencką kampanię wyborczą Dariusza Grabowskiego. Zasiadał w kole parlamentarnym Koalicja dla Polski, a pod koniec kadencji w klubie Alternatywy Ruchu Społecznego. W 2001 bez powodzenia ubiegał się o reelekcję z ramienia KWW „Kocham mój Kraj”.
W latach 2002–2006 był radnym sejmiku podkarpackiego z listy Ligi Polskich Rodzin. W 2006 przeszedł do PSL „Piast”. W 2007 objął funkcję wiceprezesa Wojewódzkiego Funduszu Ochrony Środowiska i Gospodarki Wodnej w Rzeszowie. Funkcję tę pełnił do lutego 2011. W wyborach samorządowych w 2010 bez powodzenia kandydował do sejmiku podkarpackiego z listy Prawa i Sprawiedliwości. Był później prezesem zarządu Wojewódzkiego Funduszu Ochrony Środowiska i Gospodarki Wodnej w Rzeszowie.

## Odznaczenia
W 2010 został odznaczony Brązowym Medalem „Za Zasługi dla Pożarnictwa”, a w 2020 Krzyżem Wolności i Solidarności.